# Pécsújhegy megállóhely
Pécsújhegy megállóhely Pécs Újhegy városrészében található megszűnt vasúti megállóhely a Pécs–Bátaszék-vasútvonalon, melyet a MÁV üzemeltetett.

## Története
Pécsújhegy eredetileg szénosztályozó rakodó-pályaudvarnak épült Üszögpusztán az István-akna, András-akna és Szabolcs-akna felől érkező tehervonatok fogadására. A pályaudvar két részből állt: a felső részen ürítették a szénnel megrakott vagonokat, míg az alsó részen történt az osztályozás és az újabb vagonokba pakolás. 
A személyforgalmat kiszolgáló megállóhely a mai Szent Borbála híd közelében épült meg, mely később átkerült a Koksz utcához. 
2009. december 13-ától a vasútvonalon megszűnt a személyszállítás.

## Megközelítése
A megállóhely a pécsi Újhegyen található, a Koksz utcában. A közelben található az Üszögi út és a Pécsváradi út, ahol az alábbi autóbuszjáratok közlekednek.
- Palahegyi út:  4Y, 30Y, 60, 60Y
- Andrássy út:  13, 13Y, 14, 14Y, 15, 15A, 25, 26, 60A, 102, 102Y, 104, 104A, 104Y

## Kapcsolódó állomások
A vasútállomáshoz az alábbi állomások vannak a legközelebb:
- Pécs-Gyárváros megállóhely
- Pécs felső vasútállomás

## Forgalom
Megszűnése előtt a vonalon napi 5-6 vonatpár közlekedett, Pécsújhegyen minden szerelvény megállt.